# باري أليوت
باري أليوت (بالإنجليزية: Barry Elliot)‏ (24 أكتوبر 1978 بكارلايل في المملكة المتحدة - ) هو لاعب كرة قدم بريطاني في مركز الهجوم. شارك مع منتخب اسكتلندا تحت 21 سنة لكرة القدم. أما مع النوادي، فقد لعب مع نادي بارتيك ثيسل ونادي دندي ونادي سلتيك ونادي أردريونيانز ونادي ستيرلينغ ألبيون وبيرويك راينجرز ولينليثغو روز ‏ ونادي كلايدبانك ‏.

## وصلات خارجية
- باري أليوت على موقع قاعدة بيانات كرة القدم.إي يو (الإنجليزية)